# Polje pri Vodicah
Polje pri Vodicah este o localitate din comuna Vodice, Slovenia, cu o populație de 211 locuitori.